# Étang Saint-Nicolas
L'étang Saint-Nicolas est un étang artificiel situé sur les communes d'Angers et d'Avrillé en Maine-et-Loire. L'étang est entouré d'espaces semi-naturels avec une alternance de parcs, forêts et de landes sèches. Les rives de l'étang sont classées parmi les sites et monuments naturels de caractère artistique, historique, scientifique, légendaire ou pittoresque par arrêté du ministre de l'Éducation nationale et des Beaux-Arts le 4 mai 1936.
L'étang est accessible par la rue La Bruyère, le boulevard Albert-Camus, la place de Farcy et la rue Saint-Jacques. Les parcs de l'étang sont ouverts de huit heures à vingt heures.

## Géographie
L’étang Saint-Nicolas se trouve dans la partie ouest d’Angers. L'axe de l'étang se situe d'ouest en est en direction de la Maine. Il est alimenté par le Brionneau, lit principal, ainsi que de nombreux autres filets d’eaux venant de partout autour de l’étang. Il commence aux portes d’Avrillé et progresse en passant par le quartier de Belle-Beille sur sa rive Sud et les parcs des Carrières et de la Garenne sur sa rive nord-est. Il finit sa course vers la rue Saint-Jacques, son trop plein s’écoulant dans la Maine.
Depuis 1961 son entrée principale se trouve à la sortie Est du quartier de Belle-Beille au niveau de la rue Saint-Jacques. L’étang Saint-Nicolas a une superficie de 30 hectares. Sa longueur est de 3,8 kilomètres dans l'axe. Son point le plus large  est de 100 mètres. Sa profondeur maximum est de six mètres et son altitude est de 20 mètres.
L’étang est longé d’un parcours pédestre boisé aménagé sur ses deux rives allant de 5 à 7,7 kilomètres.
Jusqu'au début du XXe siècle, les exploitations d'ardoise ont laissé de profonds trous dans la partie boisée à l'ouest de l'étang. À ces endroits, le schiste esquilleux se débitait facilement en pieux pour tuteurs et échalas de vigne, sous le nom de barrettes, très prisées à l'époque.

## Historique
L'étang est le résultat de l'élargissement du lit du Brionneau dû à l'exploitation du schiste au Xe siècle. Il est creusé vers l'an 1000 à la demande du Comte d'Anjou Foulques Nerra à proximité de l'abbaye Saint-Nicolas.
Foulques Nerra fonde l'abbaye Saint-Nicolas pour s'acquitter d'un vœu fait lors d'une tempête pendant son voyage à Jérusalem. Vers 1040, l'abbaye reçoit l'étang de la part de Geoffroy Martel, fils de Foulques Nerra.
En 1230, Saint Louis fera utiliser le schiste et l'ardoise extraits de l'étang pour la construction du château d'Angers.
L'abbaye Saint-Nicolas prend possession d'une partie des terrains qui bordent l'étang en 1640. Les moines de l'abbaye tracent des chemins le long du coteau. Ils y plantent différentes essences végétales comme des lilas. L'ensemble des terres deviendra par la suite le parc de la Garenne. Au XVIe siècle, des moulins à eau sont construits sur la retenue d'eau. Ils servent aux moines de l'abbaye pour moudre les cultures de blé et de seigle provenant des exploitations aux alentours.
À partir de 1791, les terrains situés sur les rives de l'étang sont vendus au titre de bien national. L'étang est partagé entre une quinzaine de propriétaires.
En 1884, l'étang  et la chaussée du Brionneau sont achetés par Louis-Marie Annibal de Farcy. Il y construit un atelier d'étude sur les moteurs à bateau et automobile.
En 1886, la ville d'Angers a pour projet d'acheter l'étang. Pour ce faire, elle décide de classer le lieu au rang des sites pittoresques. Elle prend possession de l'étang le 1er mai 1934. En 1936, elle acquiert le parc de la Garenne. Jusqu'en 1940, la ville achète les dernières parties des rives dans le but d'y aménager une promenade publique.
L'aménagement du parc de la Garenne commence en 1936. Il est confié à René-Edouard André, fils d’Edouard André, paysagiste du jardin des plantes d'Angers.
Dans les années 1970, l’extrémité Ouest de l’étang a été en partie comblée par des gravats émanant du chantier de l’usine Bull. En 1988, la communauté d'agglomération d'Angers acquiert la trentaine d'hectares en amont de l'étang. Cette portion est aménagée en forêts et landes sèches.
Dans les années 2020, l'étang voit sa surfaces remplie par des plantes invasives : la jussie, l'azolla.

## Composition
L'étang Saint-Nicolas est composé de cinq espaces naturels. La superficie de l'ensemble des parcs de l'étang de Saint-Nicolas est de 112 hectares.

### Parc de la Garenne
Le parc de la Garenne est situé à Angers. Il a été dessiné par René-Édouard André à partir de 1936. Il ouvre au public à l'été 1937. Il est poursuivi par le parc des carrières.
Son aménagement est réalisé en une quinzaine d'années. Le réseau d'allées est tracé progressivement. Un tunnel est percé dans la falaise de schiste en 1938 afin de conserver la continuité du chemin qui entoure l'étang.
La parc abrite également un parc animalier accueillant principalement des races locales.

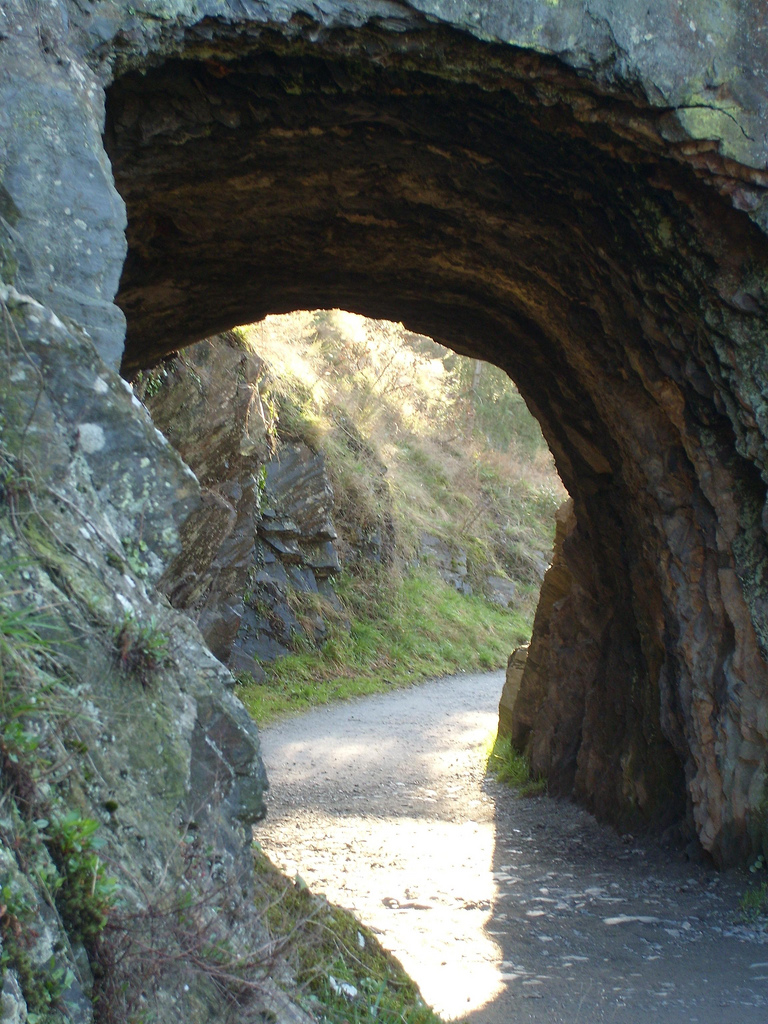
Tunnel
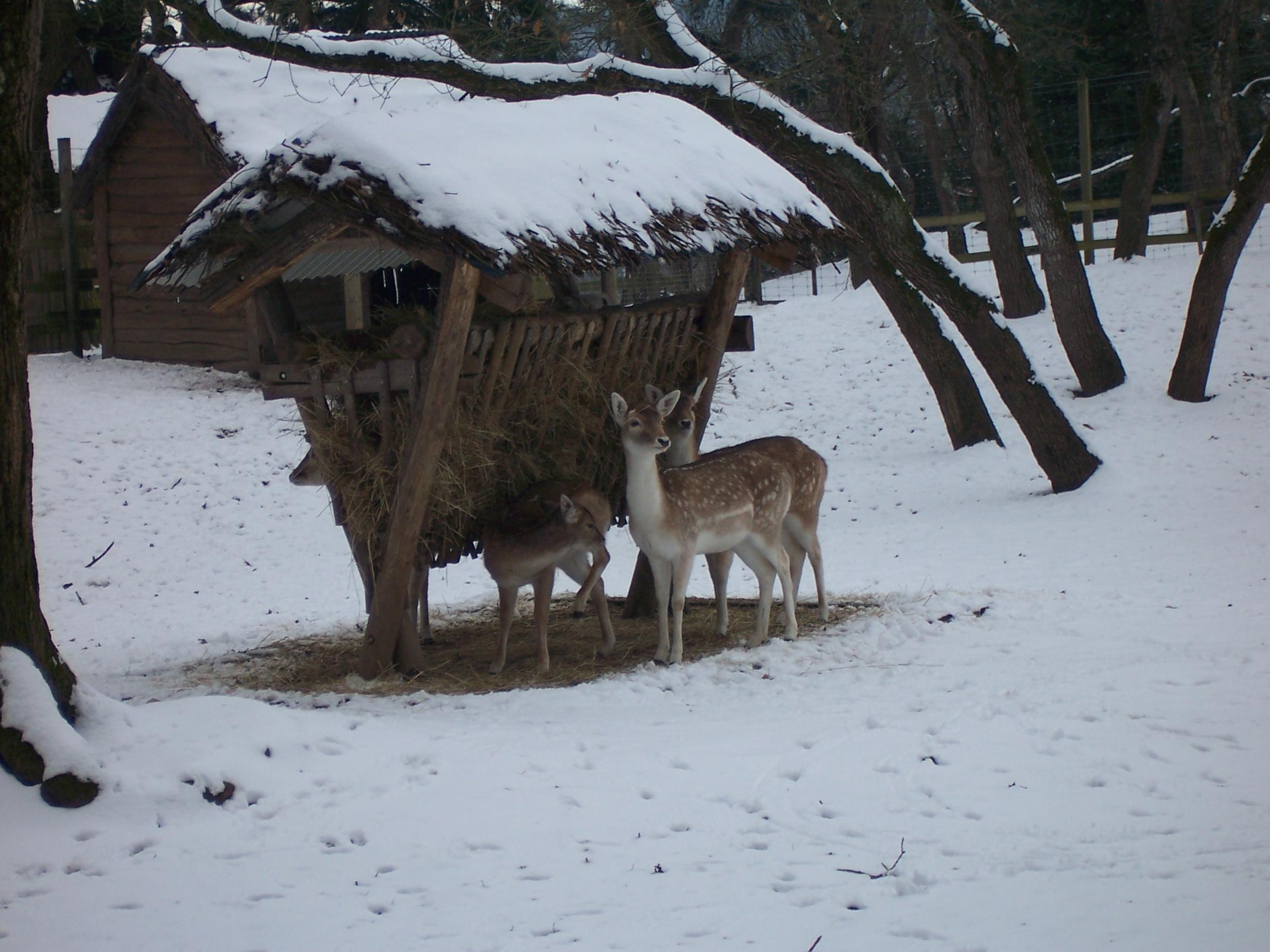
Daims (en 2004)
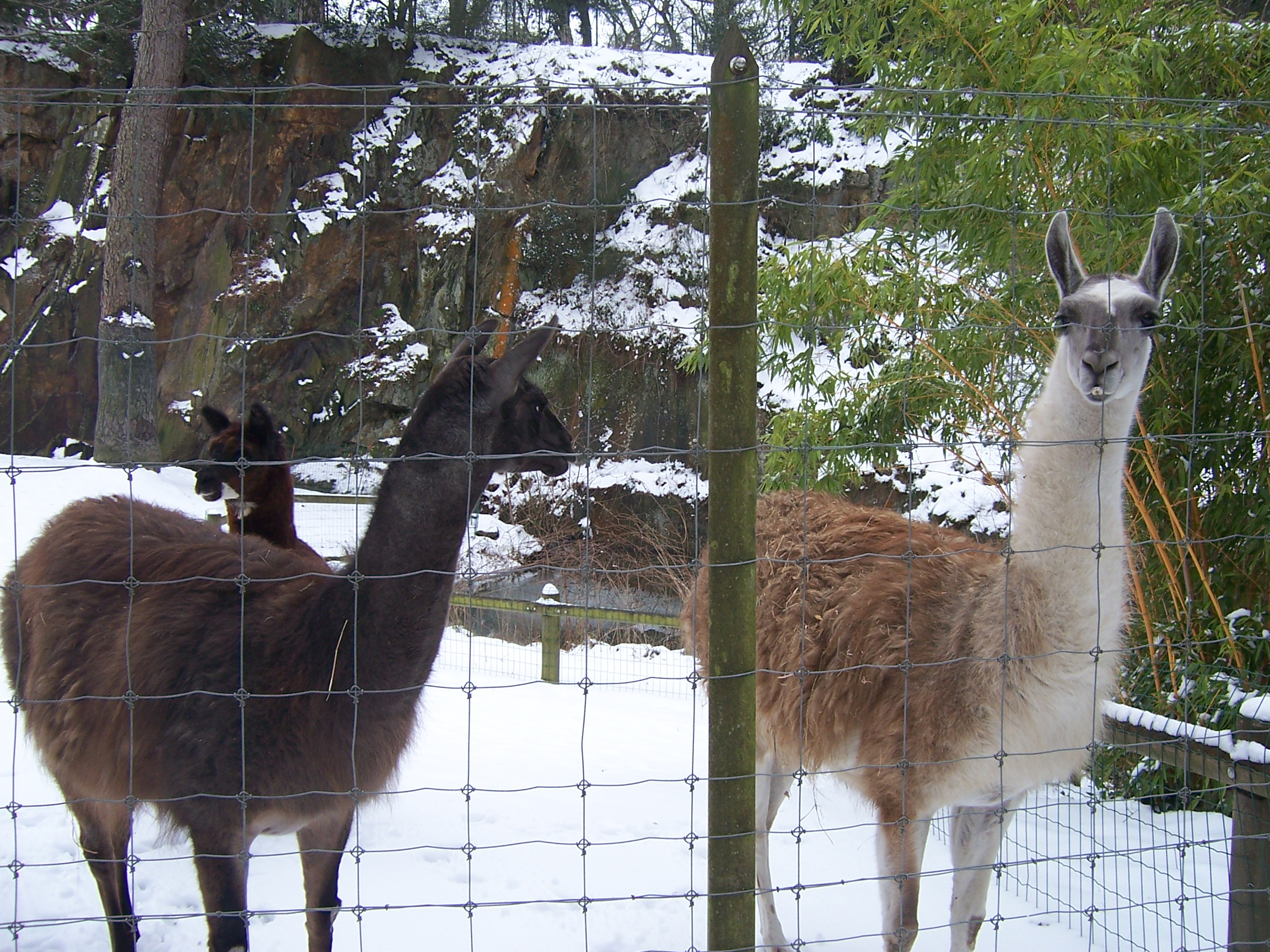
Lamas

### Parc des carrières
Le parc des Carrières est situé à Avrillé entre le parc de la Garenne et le parc de la Haye à proximité de l'étang Saint-Nicolas. Il est situé sur un ancien champs d'extraction de schistes et d'ardoises.

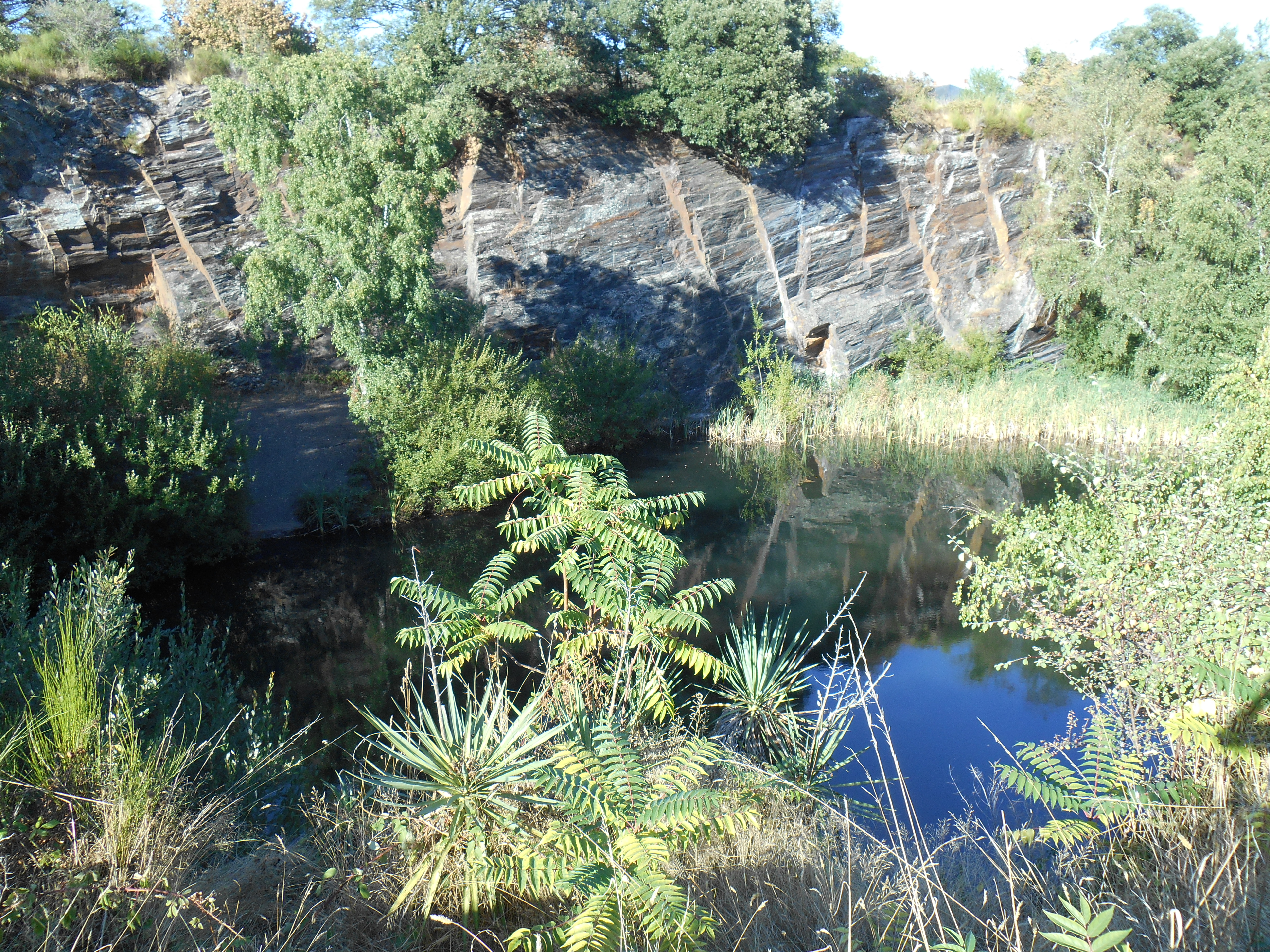
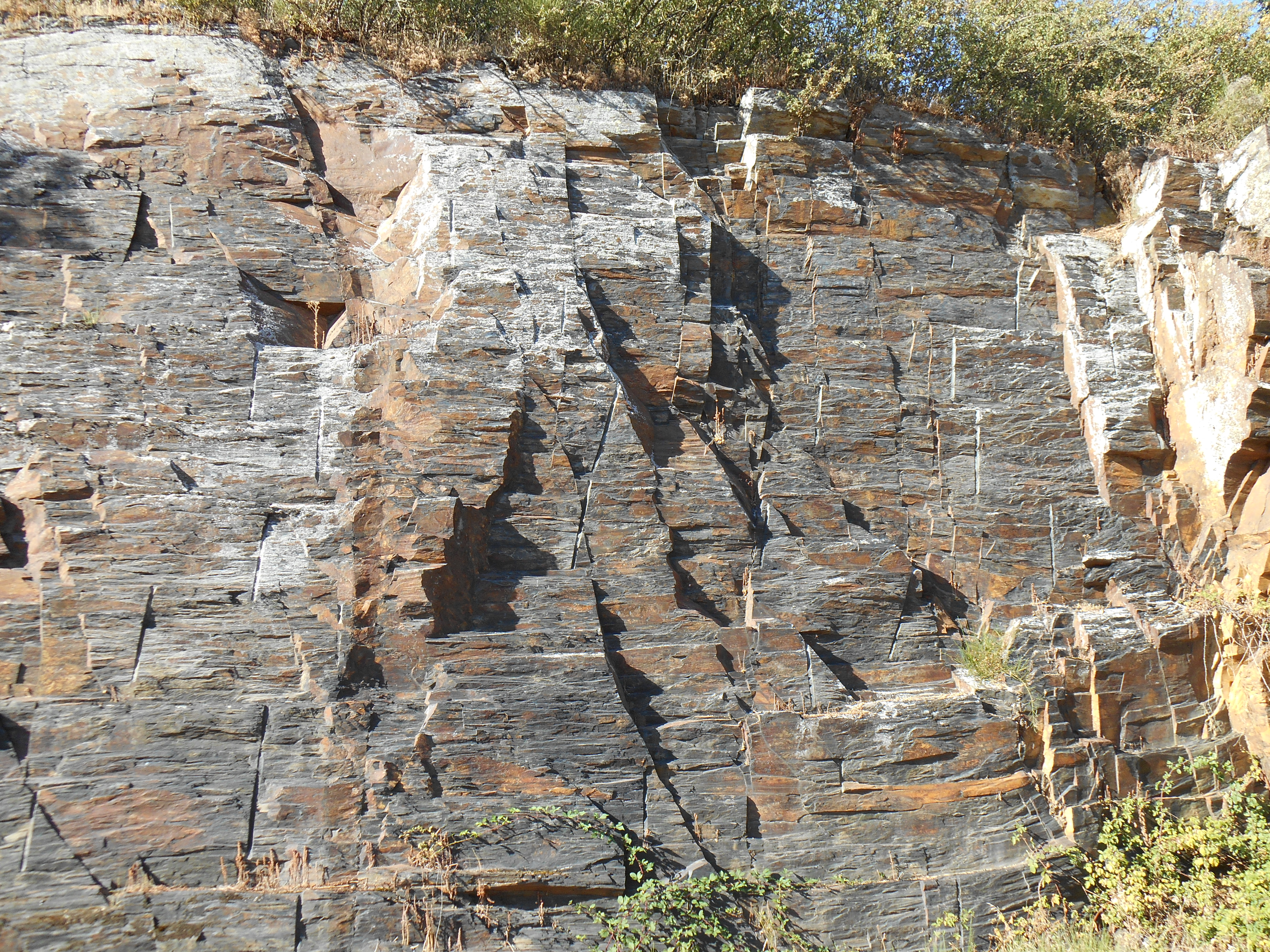
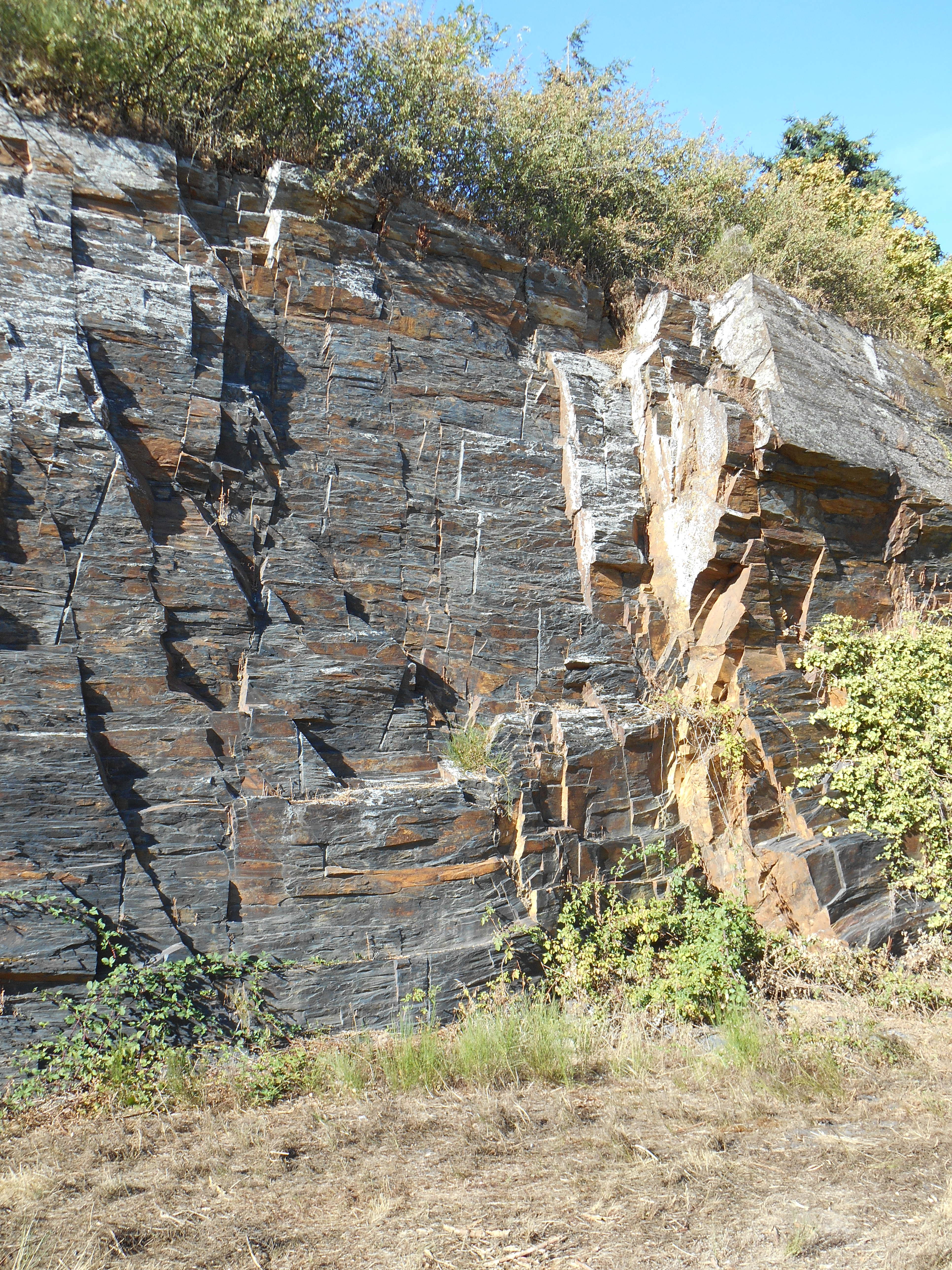

### Parc de la Haye
Le parc de la Haye est situé à Avrillé entre le parc des carrières et la queue de l'étang Saint-Nicolas. Son nom vient du prieuré anciennement propriétaire de cette partie des coteaux de l'étang, le Prieuré de la Haie-aux-Bonshommes.

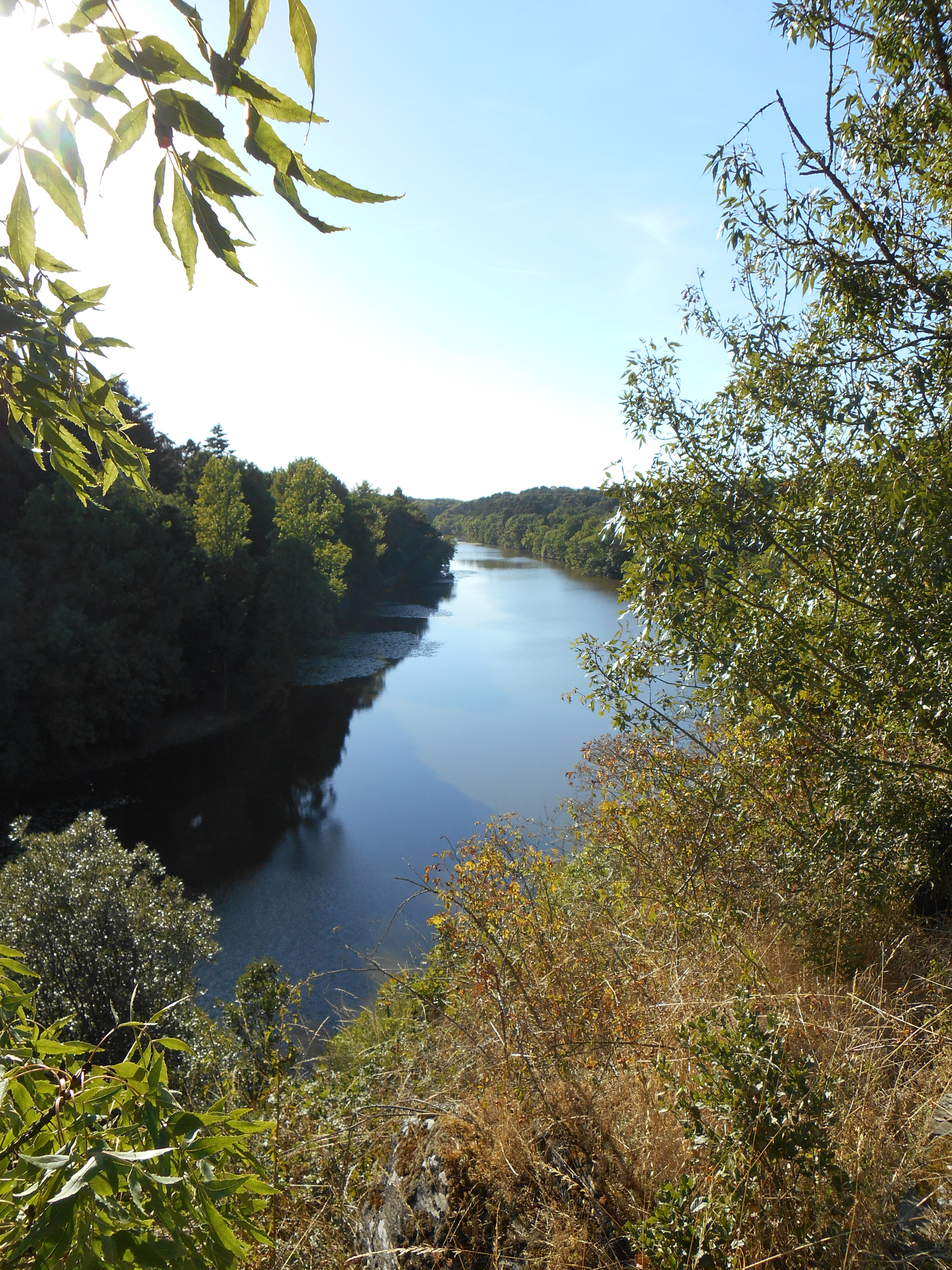
Étang vue du haut
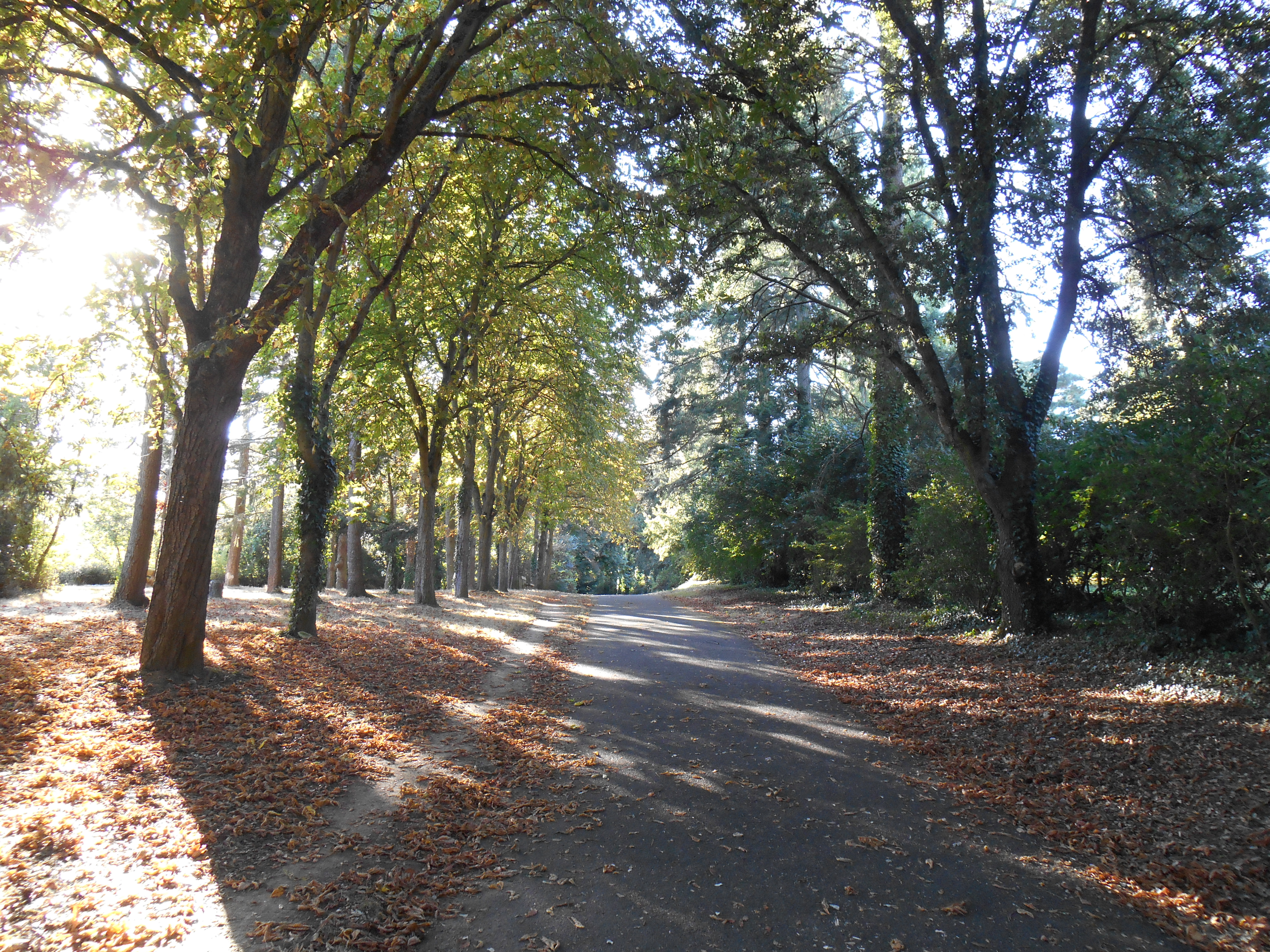
Grande allée
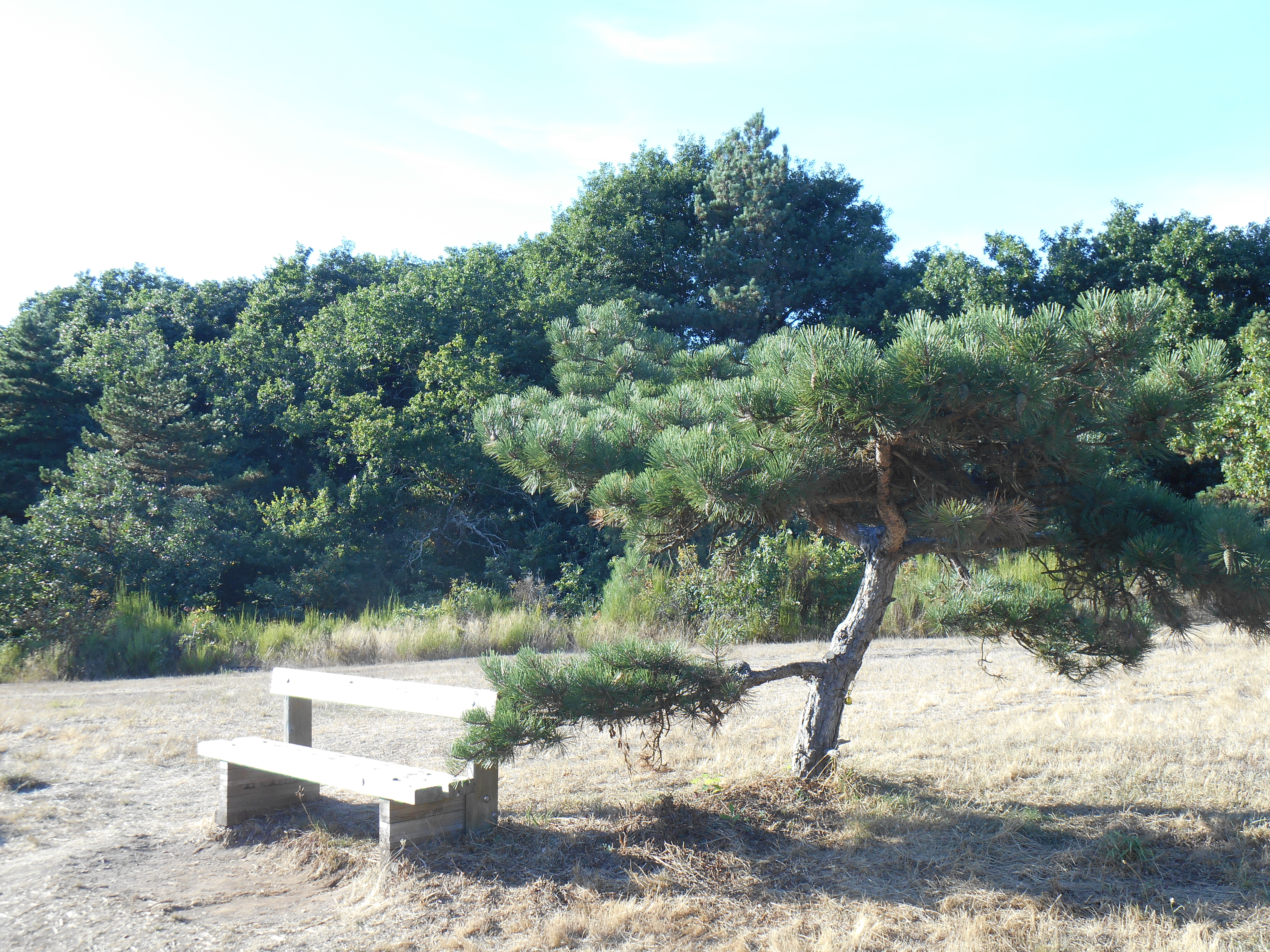
Pin atrophié
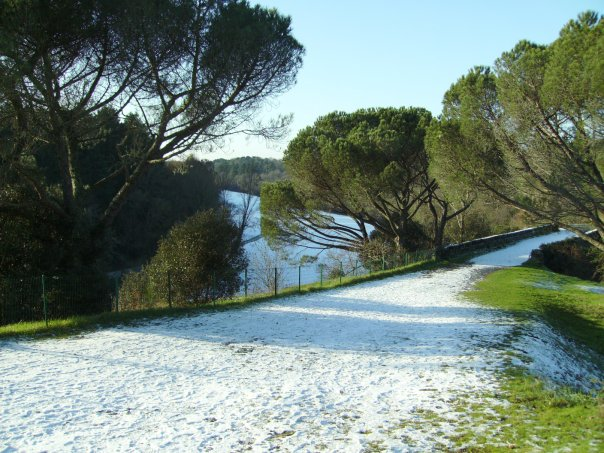

### Parc de Belle-Beille

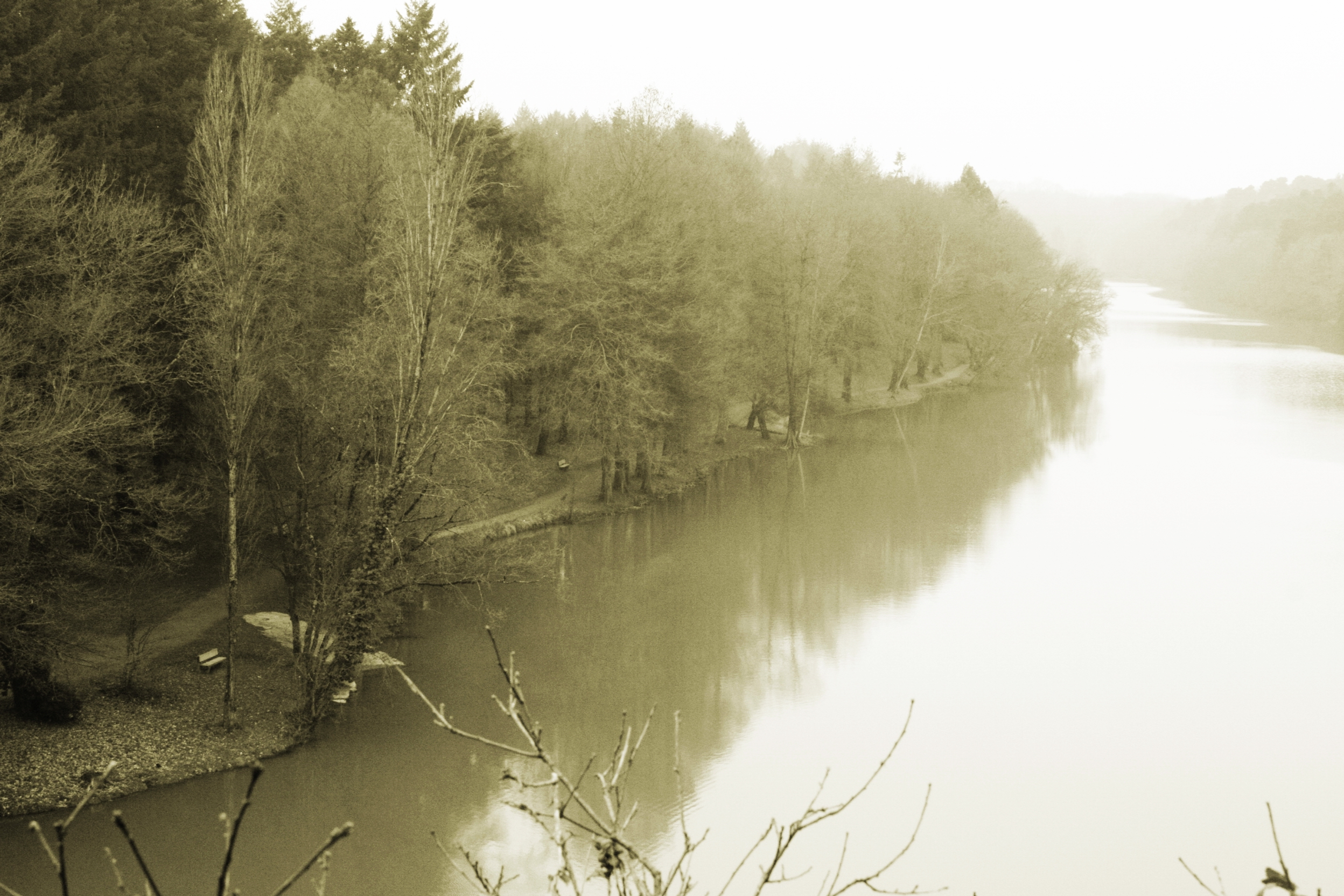
Sentier pédestre le long de l'étang Saint-Nicolas (côté Belle-Beille)

Le parc de Belle-Beille est situé à Angers entre l'esplanade Saint-Jacques et la queue de l'étang Saint-Nicolas.
Au début du XIXe siècle, des horticulteurs installent des plantations sur le coteau et sur une partie du plateau (actuel UFR des sciences). La présence de terre de bruyère avec un fort taux d'oxyde de fer était très recherchée pour la culture de l'hortensia.
À l'origine, vers 1830, un gardien de chèvres aurait trouvé une statuette de la Vierge sur les rives de l'étang. Très vite surnommée « Notre-Dame-du-lac », un oratoire lui fut aménagé,. Cette statuette disparut par vandalisme et fut rétablie par le Chanoine Pinier, sculptée par l'Angevin Dupré en 1927 et posée en 1930 où elle disparut à nouveau. Aujourd'hui, il reste une plaque d'ardoise marquée "Notre-Dame-du-Lac" devenue lieu de pèlerinage pour les jésuites et les habitants de Saint-Jacques.
En 1876, au bord de l'étang Saint-Nicolas, furent installés d'épais murs sur 400 mètres de long. Ils servaient de stand de tir aux casernes angevines. Entre le 21 février 1942 et le 17 mai 1944, une soixantaine de personnes y furent fusillées.
En septembre 1952, un monument commémoratif y a été inauguré en hommage aux fusillés de Belle Beille. Cette œuvre du sculpteur René Guilleux représente gravé dans l'ardoise un homme dont la tête et le regard sont droits, le torse nu et les mains nouées dans le dos. Sous ses pieds on peut lire : « Aux fusillés, à tous les morts de la résistance ».

### Queue de l'étang
La queue de l'étang est un espace naturel situé en amont de l'étang Saint-Nicolas entre les communes d'Angers, Avrillé et Beaucouzé. Une partie de cet espace résulte du comblement de l'étang par des gravats en provenance de l'usine Bull située à proximité.
L'espace est caractérisé par la présence de nombreuses espèces végétales aquatique et semi-aquatique comme les iris et les nénuphars.
Sur le plateau surplombant l'étang, une lande sèche a été aménagée. Des essences de bruyère et de genêt ont poussé dans cet endroit particulièrement adapté aux végétaux de taille réduite et adaptés à la sécheresse.

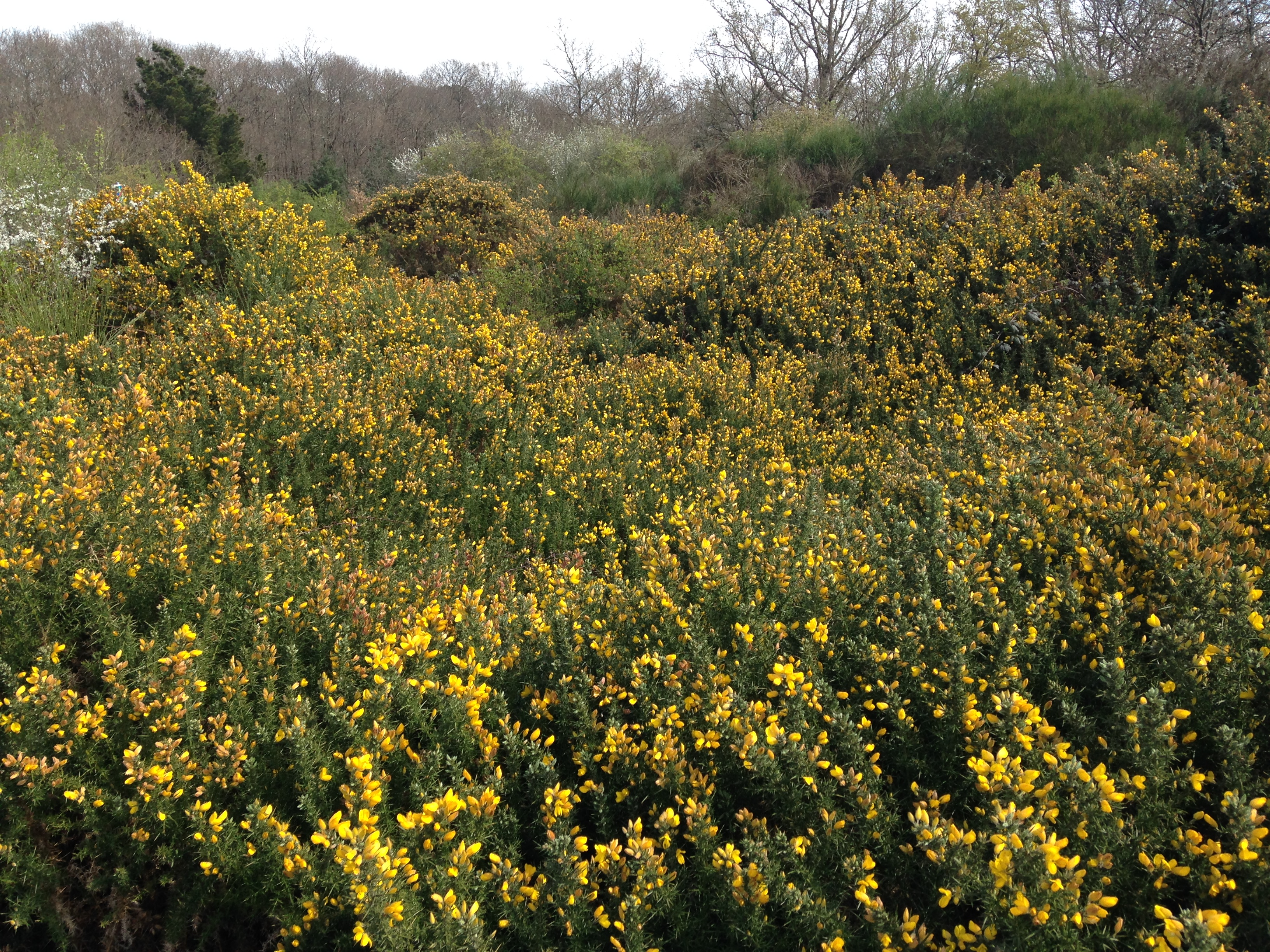
Lande sèche, queue de l'étang

Sur le coteau amenant à l'étang, des combes boisées et humides ont permis à des espèces à floraison printanière de s'installer comme les primevères et les anémones.

## Milieu naturel
L’étang Saint-Nicolas possède des paysages variés constituant des biotopes spécifiques tout le long des rives :
- La lande sèche et schisteuse est couverte de genêts et de bruyères.
- Les coteaux orientés au sud possèdent une flore méridionale de chênes verts et pins.
- Les coteaux orientés au nord sont composés de massifs de châtaigniers et de chênes ainsi qu'une sapinière, créée vers 1950 que la ville d'Angers exploite pour ses sapins de Noël.
- Les combes humides sont peuplées de fougères et pervenches.

L'étang abrite un écosystème aquatique et rivulaire spécifique. On y trouve surtout du poisson chat, de la carpe, du brochet, et du sandre, du poisson blanc tels que brèmes, gardons, tanches et plus rarement l'achigan et le silure. Il est classé en deuxième catégorie pour la pèche. Le plan d’eau a été interdit à la navigation vers les années 1980.

## Galerie

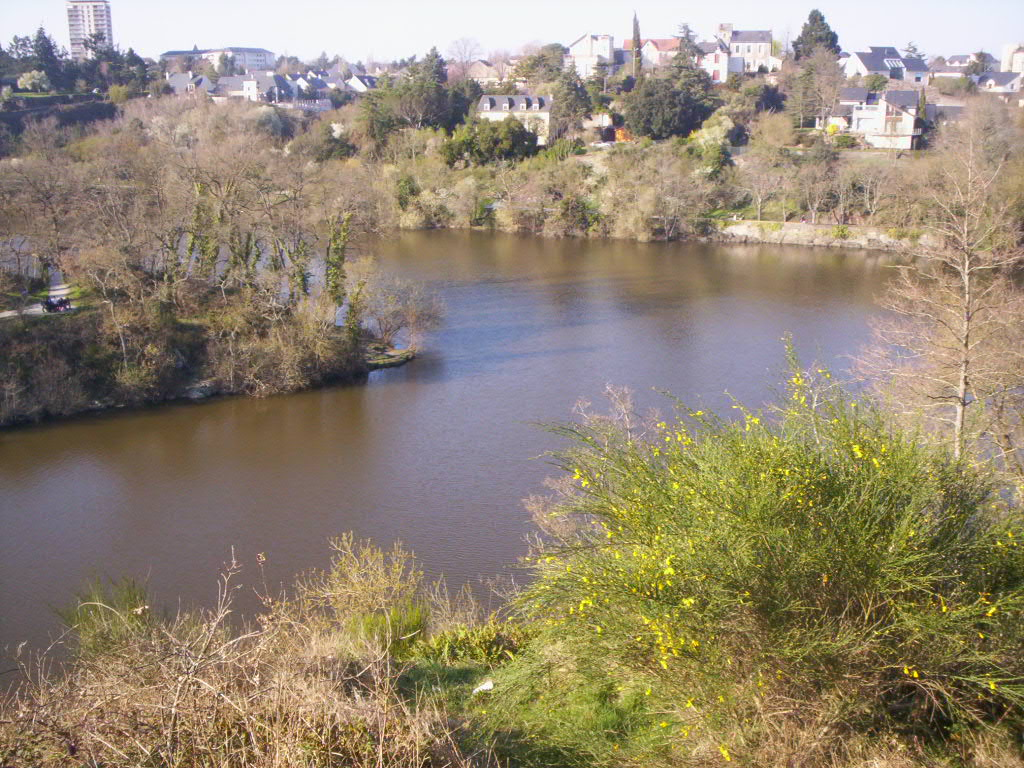
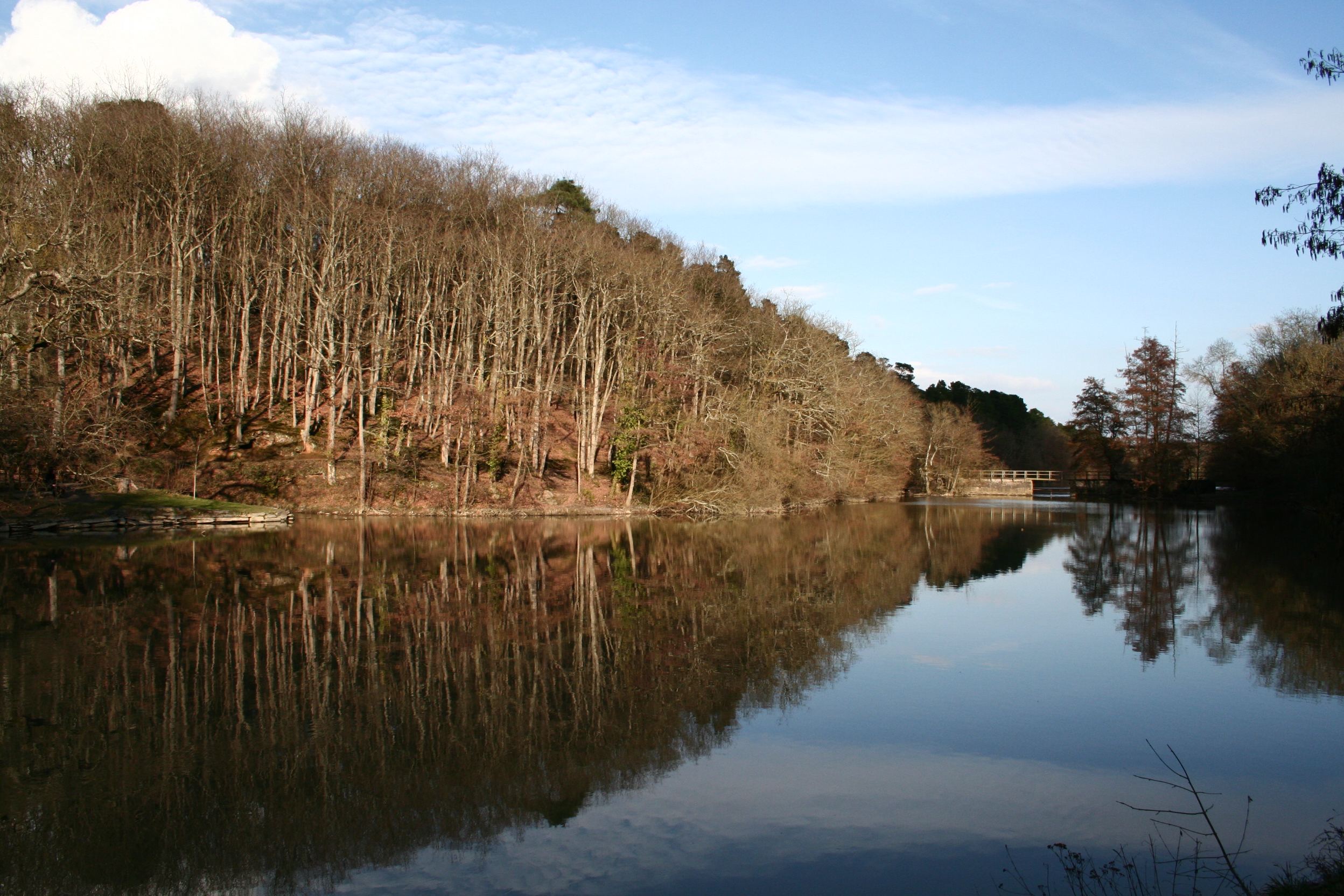
Étang Saint-Nicolas en hiver
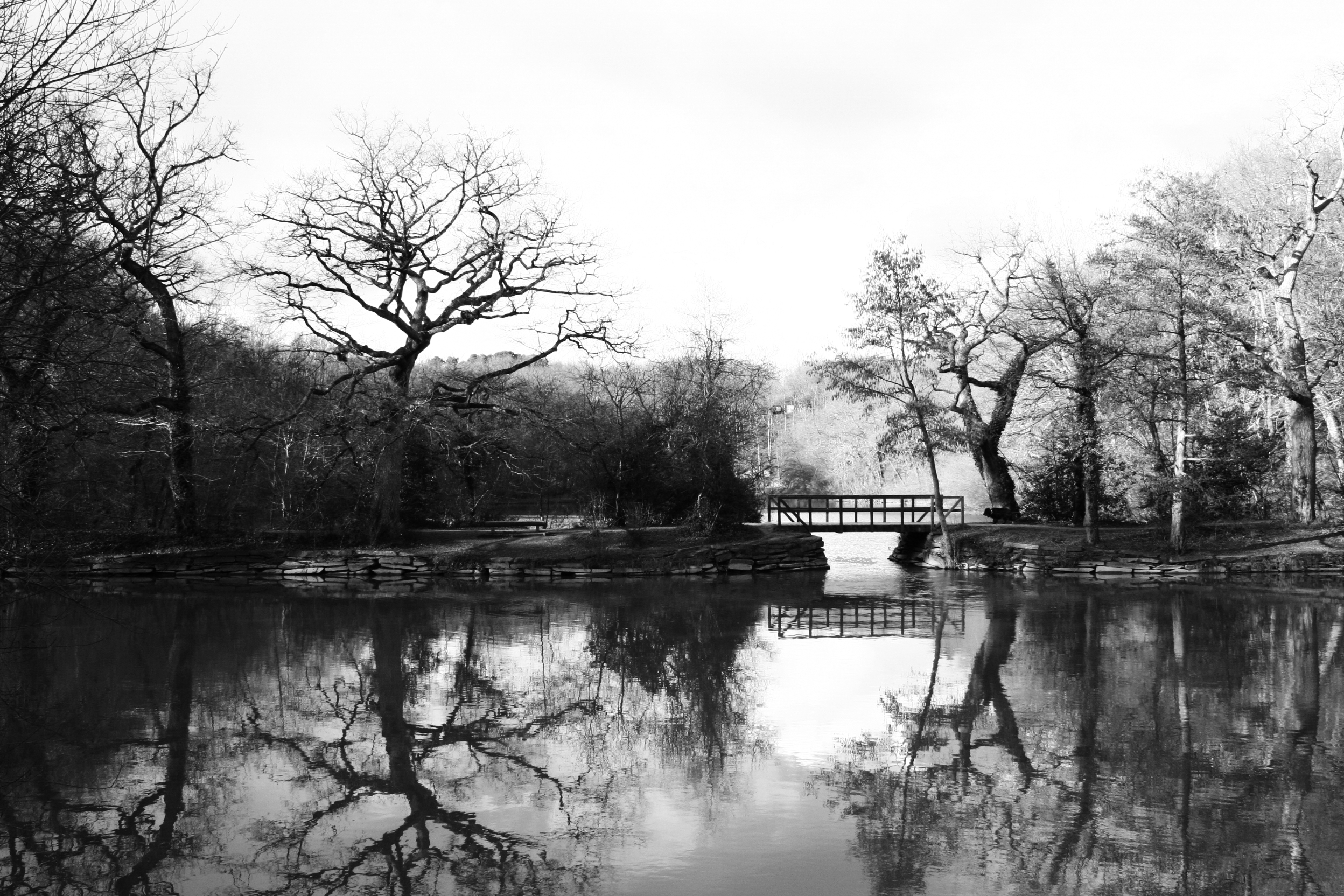
Pont traversant l'étang Saint-Nicolas (hiver)

## Sources
1. ↑  Comme indiqué sur les bornes kilométriques installées sur les rives de l'étang.
2. ↑  (fr)Vivre à Angers, n° 312, mai 2007, p.31
3. ↑  Margaux CHAUVINEAU, « Angers. L’étang Saint-Nicolas débarrassé de ses algues envahissantes », sur Courrier de l'Ouest, 27 août 2021 (consulté le 26 août 2024)
4. ↑  Anthony PASCO, « Angers. L’étang Saint-Nicolas vire au rouge à cause d’une plante invasive », sur Courrier de l'Ouest, 31 mars 2022 (consulté le 26 août 2024)
5. ↑  Laurent BEAUVALLET, « Angers. Le parc de la Garenne, les animaux en raffolent », sur Ouest-France.fr, 29 mars 2017 (consulté le 26 août 2024)
6. ↑  (fr) Leçon d'histoire dans un parc : Saint-Nicolas sur le site angers.fr, paragraphe Pieux pour échalas, terre pour hortensias
7. 1 2  (fr) Vivre à Angers n° 312, mai 2007, p.30
8. ↑  (fr) Le monument des fusillés de Belle-Beille de Bertrand Gogendeau dans la revue Archives d'Anjou, n° 5, p. 165-179.

- Leçon d'histoire dans un parc : Saint-Nicolas - Sylvain Bertoldi, conservateur des Archives d’Angers.